# Sjundeå kyrka
Sjundeå S:t Petri kyrka (finska: Siuntion Pyhän Pietarin kirkko) är en medeltida gråstenskyrka i Sjundeå kyrkby i Nyland, Finland. Kyrkan byggdes omkring år 1480 och är tillägnad S:t Petrus. Den används av Sjundeå svenska och finska församlingar. Kyrkan ägs av Sjundeå kyrkliga samfällighet.
Kyrkan bildar tillsammans med närliggande Svidja slott ett värdefullt byggt kulturmiljö av riksintresse. Sjundeå S:t Petri kyrka är skyddat enligt kyrkolag.

## Historia och arkitektur
Sjundeå kyrka, som ursprungligen var romersk-katolsk, har ett rektangulärt långhus med sparsam tegeldekor. Den vitkalkade sakristian finns i kyrkans östra ända och i den västra fasaden ligger huvudingången som är en empireportal. Mittskeppet i kyrksalen med tre skepp och fyra travéer har stjärnvalv och sidoskeppen kryssvalv. De ursprungligen fyrkantiga pelarna har avrundats och försetts med kapitäl.
S:t Petrus med himmelrikets nycklar förekommer i på tre platser i kyrkan: i takvalvet, på den nuvarande predikstolen samt på porten till den äldre predikstolen. Sjundeå kommuns vapen avbildar därför också dessa nyckar.

### Medeltiden
Sjundeå församling omnämns första gången i skriftliga källor 1417. Sjundeå S:t Petri kyrka byggdes intill Svidja slotts gamla stenkapell cirka 1480. Det gamla stenkapellet var mycket liten och uppförd på 1300-talet. Kapellets norra och södra väggar pryddes av höga gaveltrianglar som bar upp sadeltaket. Ingången till kapellet låg på den södra väggen, medan ett litet fönster satt på den östra sidan. Direkt under detta fönster var kapellets altare placerat. På 1400-talet blev gamla kapellets södervägg en del av den nya kyrkans yttervägg och kapellet fick en ny funktion som sakristia. Byggnadsarbetet leddes av samma erfarna byggmästare som byggt också Sankta Katarina kyrka i Karis. Byggarbetarna var sjundeåbor som gjorde dagsverken till kyrkan. Enligt traditionen bröts stenar bland annat på Gårdskulla gårds marker.
Kyrkans huvudingången byggdes mitt på söderväggen och där gick man in i kyrkan via ett vapehus. Mitt på den västra väggen byggdes också en dörröppning. Den västra dörren gjordes till huvudingång först år 1823.

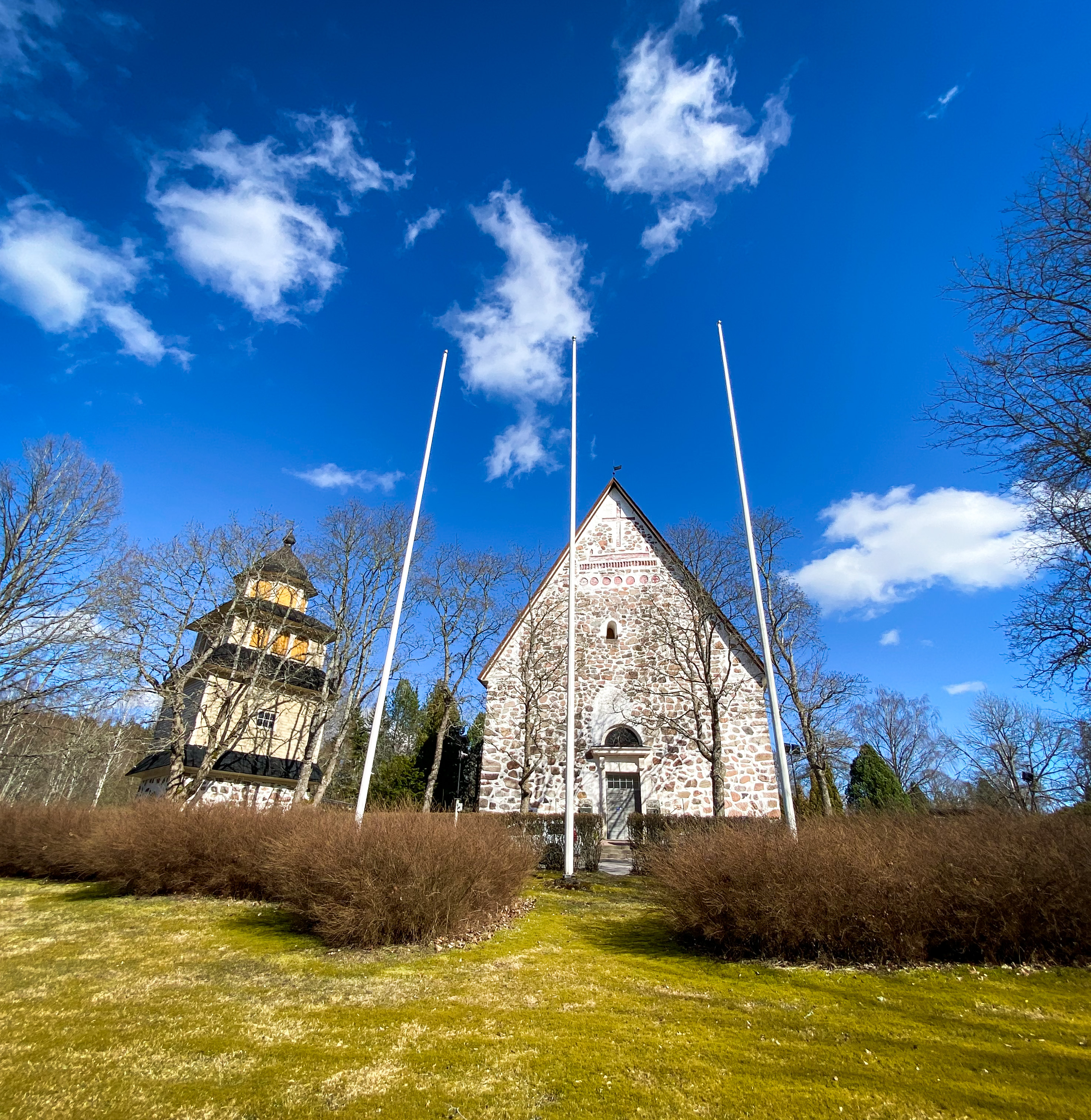
Sjundeå kyrkas västra fasad på våren.

I början av 1500-talet försågs Sjundeå kyrka med stjärnvalv samt tak- och väggmålningar som skildrar motiv ur Bibeln, kyrkans historia och medeltida legender. För att bära upp valven restes sex fyrkantiga pelare. Ett av fönstren på den norra väggen måste muras igen för att ge plats åt valvstöden, och i dess ställe öppnades två nya fönster. Kyrkorummet är indelat i tre skepp. I det mittersta skeppet är stjärnvalven uppdelade i tolv fält, medan sidoskeppens valv är utformade som Andreas-korsvalv.
År 1526 slog blixten ner i kyrkan och antände kyrktaket. De kraftiga stenmurarna och tegelvalven klarade sig dock undan förstörelsen. Det finns inga samtida uppgifter om vad som hände med kyrkans övriga inventarier vid branden.
Vid arkeologiska utgrävningar har man funnit spår av det medeltida huvudaltaret invid den östra väggen, och spår av sidoaltaren har hittats väster om de första pelarna.

### 1600-talet
Med anledning av eldsvådan år 1617 skrev Sveriges kung Gustaf II Adolf den 29 oktober samma år ett brev till fogden i Raseborgs län. I brevet befallde han att sex tunnor säd ur kungens lager skulle överlämnas som hjälp till reparationen av Sjundeå kyrka.

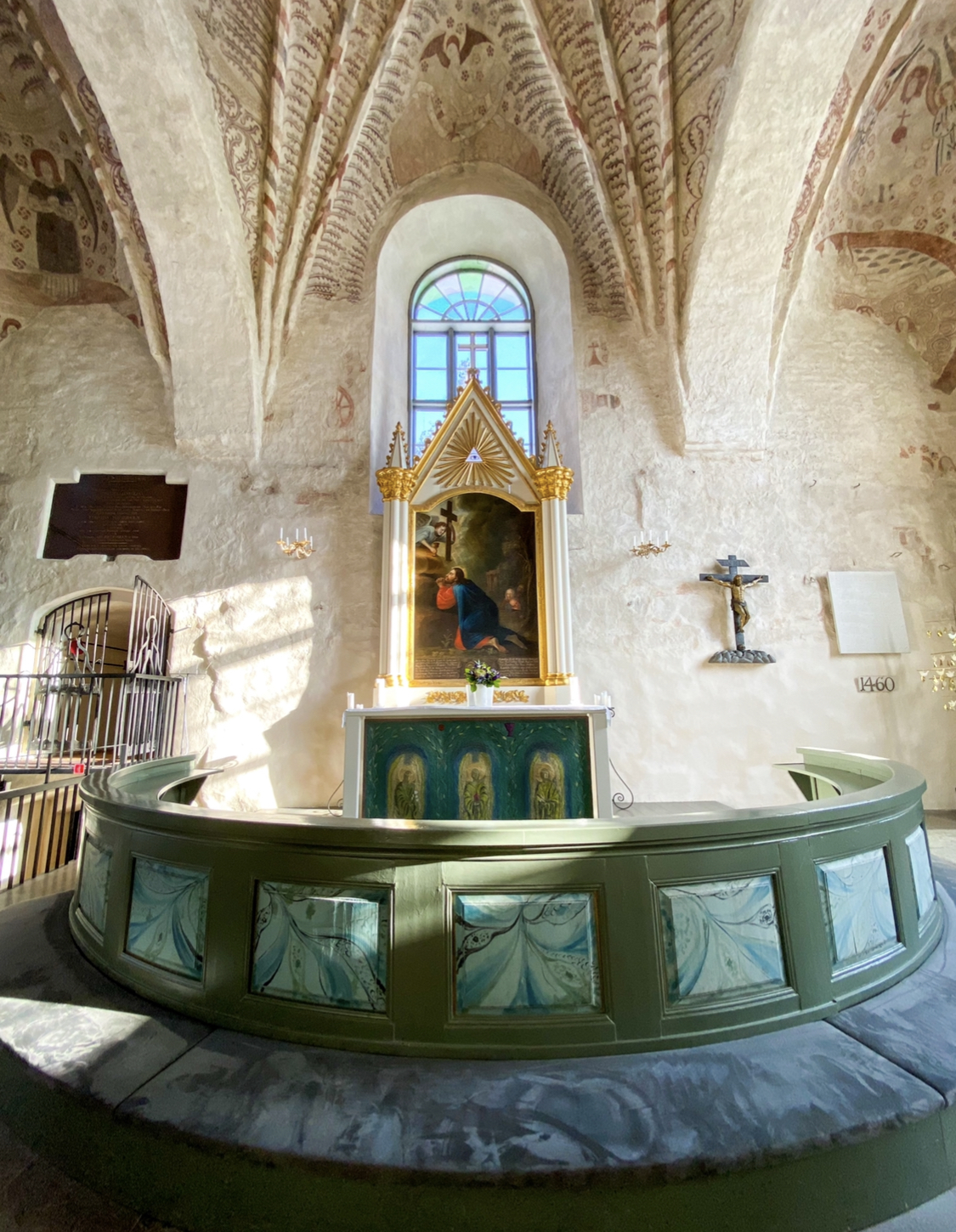
Sjundeå kyrkas altare och altartavlan "Jesus i Getsemane".

Efter branden uttrycktes en önskan om att även ”försköna” kyrkans interiör. De fyrkantiga pelarna som bar upp valvbågarna omformades till runda och målades vita. Även kyrkans väggar och tak fick ett nytt, ljust färgskikt. Orgelläktaren, dörrarna och bänkarna målades i blågröna nyanser, och bänkarnas dörrar pryddes med vacker marmorering.
År 1685 uppfördes en mycket stor träkyrka intill stenkyrkans östra fasad. Syftet var att möjliggöra två gudstjänster samtidigt – en på svenska och en på finska. I takt med att nya inventarier donerades till stenkyrkan, överfördes äldre och värdefulla föremål till träkyrkan. Bland annat placerades den tidigare altartavlan och den äldre predikstolen i träkyrkan. Det berättas att denna stora träkyrka i Sjundeå hade en inredning som räknades bland de mest praktfulla i Finlands kyrkor.

### 1700-talet
Under Stora ofreden (1713–1721) drabbades S:t Petri kyrka av omfattande skador. Kyrkklockorna och större delen av lösöret stals, och både kyrkoherden och kaplanen tvingades fly till Sverige. Endast kaplansadjunkten stannade kvar i Sjundeå. Först på 1730-talet kunde man återuppta reparationerna av kyrkan.
Den 9 november 1774 utfärdade domkapitlet ett gravbrev till Maria Reuterholm, vilket gav henne rätt att uppföra ett gravkor. Det Reuterholmska gravkoret byggdes av granit invid kyrkans östra vägg, i närheten av den tidigare sakristian. En ingång till koret anlades från kyrkorummet, norr om altaret. Inuti gravkoret fanns ett förgyllt monument i form av en urna, och väggarna smyckades med tretton ovala tavlor föreställande symboliska gestalter samt fyra rektangulära tavlor med inskrivna verser. Efter freden i Fredrikshamn tömdes koret, och kistorna fördes till Strängnäs domkyrka.

### 1800-talet
År 1823 härjades kyrkan åter av en eldsvåda. Den äldsta delen, dåvarande sakristian, skadades svårt. På grund av oro för höga reparationskostnader beslutades det att både den gamla sakristian och vapenrummet på motsatta sidan kyrkan skulle rivas. Samtidigt murades den kyrkport igen som tidigare lett genom vapenrummet.

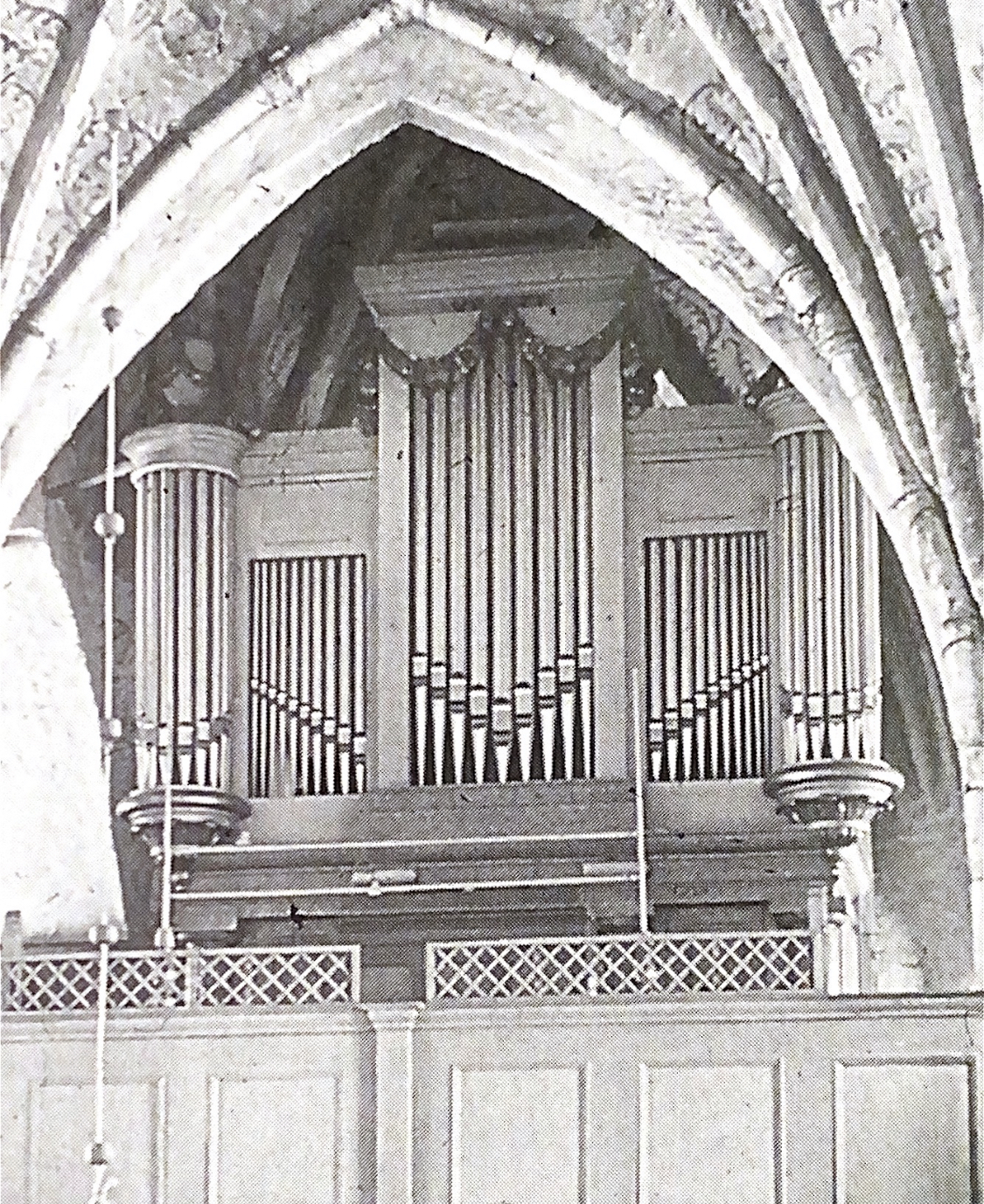
Sjundeå kyrkas gamla orgel.

Ytterligare en brand utbröt den 8 februari 1891. Efter detta fick kyrkan ett plåttak som ersatte det tidigare spåntaket. En ny orgel införskaffades, och kaminer installerades för uppvärmning.

### 1900-talet
Valvmålningarna, som hade kalkats över under 1700-talet, frilades och restaurerades år 1937. En större renovering genomfördes åren 1968–1970. I samband med detta installerades ett nytt värmesystem, och de gamla gravarna under kyrkgolvet tömdes och återbegravdes på kyrkogården.

### 2000-talet
I december 2023 installerades en ny miljövänlig värmesystem i kyrkan då oljeuppvärmningen ersattes med luft-vattenvärmepumpar. Projektet fick stöd från bland annat Kyrkostyrelsen. Bidragen beviljas från Kyrkans centralfond för klimatneutrala energisystem. I juli 2024 berättade Sjundeå kyrkliga samfällighet att kyrkans yttertak kommer att saneras samma år. Arbetet inleddes 15 juli 2024 och kostnadsförslaget för arbetet var 600 000 euro varav 52 % finansierades av Kyrkostyrelsen. Renoveringsarbetet, som färdigställdes i december 2024, följde tidtabellen och höll sig inom budgeten.

### Klockstapeln
Man tror att klockstapelns nedre del, uppförd i sten, ursprungligen fungerade som porthus till kyrkogården före 1480-talet.
Den övre delen av klockstapeln är dock av betydligt senare datum. Efter Stora ofreden tvingades man bygga om hela stapeln. Den målades i rött, och taket täcktes med spån. Ytterligare förändringar gjordes vid reparationerna år 1823 och 1891. År 1904 genomgick klockstapeln en omfattande ombyggnad – den försågs då med plåttak, panelbeklädda väggar och en vindflöjel.
I stapeln hänger två klockor: den ena är daterad till 1726, den andra till 1728. Under Stora ofreden hade kyrkans tidigare klockor blivit rövade. Ursprungligen ringde klockaren i klockorna genom att dra i rep fästa i kläpparna. Med tiden kom benämningen "klockare" även att avse kyrkans organist. I dag ringer klockorna med hjälp av ett automatiserat system som styrs från sakristian.

## Medeltida målningar
Tak- och väggmålningarna härstammar från början 1500-talet och har målats av kyrkomålare från norra Tyskland och de baltiska länderna. Målningarna föreställer händelser i Bibeln och katolska legender. Petrus är avbildad som korsfäst i målningarna i takvalvet.

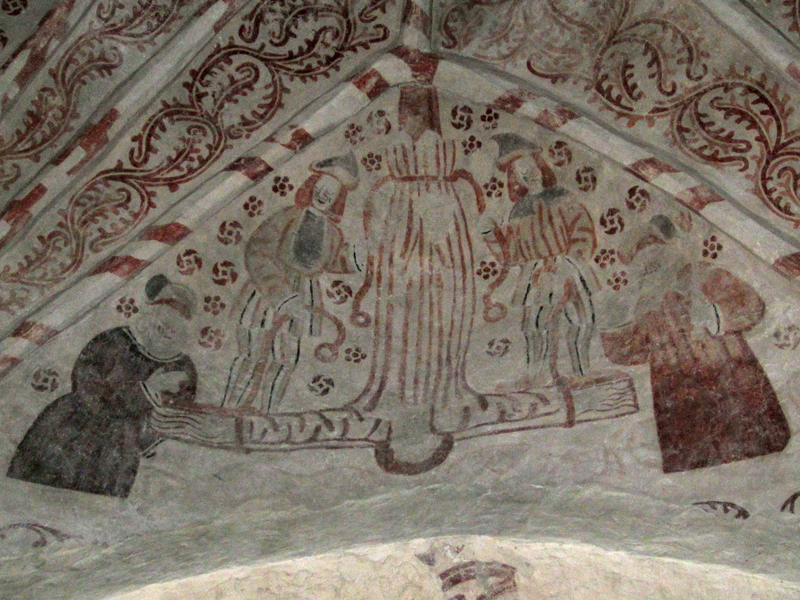
Petri korsfästelse.

Målningarna i Sjundeå kyrka har tillkommit i två etapper. De äldsta är invigningskorsen från 1400-talet, målade av de yrkesbyggare som uppförde kyrkan. Dessa kors målades i samband med att kyrkan togs i bruk, innan valven murades. Totalt har sex invigningskors bevarats.
Den andra etappen av målningar utfördes troligen på 1510-talet av yrkesmålare. Dessa målningar har stora likheter med dem i Esbo domkyrka och Ingå kyrka, vilket tyder på att samma målargrupp varit verksam i alla tre kyrkor.
Till skillnad från många andra kyrkor täcktes inte målningarna i Sjundeå över under reformationen, utan först senare under upplysningstiden, då kyrkorummet målades i ljusa oljefärger. År 1938 beslutade församlingen att de medeltida målningarna skulle tas fram igen. Tyvärr visade det sig då att stora delar av väggmålningarna skadats svårt, bland annat i samband med att väggytorna slätades ut efter branden år 1823. De flesta väggmålningarna hade gått förlorade, men valvmålningarna var relativt väl bevarade.
År 2009 restaurerades målningarna ytterligare av konservatorn Tiina Sonninen i samband med en större restaurering av Sjundeå kyrka.
I kyrkan finns en sällsynt målning; mannen med dödssynderna – alla sju dödssynder kommer i form av ormar ut ur mannens mun.

## Inventarier
- Dopfunten i kalksten från 1550 tillverkad av stenhuggaren Tomas Tomasson och skänkt av Erik Flemings änka Hebbla Siggesdotter på Svidja.[1]
- Den nuvarande predikstolen i imiterad ebenholts och elfenben med en skulptur av S:t Petrus med himmelrikets nycklar från 1683 tillverkad av åbosnickaren Mathias[1] och donerad av Ernst Johan Creutz.[15]
- Den äldre predikstolen som skänkts till kyrkan av Karin Månsdotter på vars dörr S:t Petrus finns avbildad.[1]
- Altartavlan föreställer Jesus i Getsemane och donerades av friherrinnan Maria Reuterholm år 1773.
- Kyrkans tredje orgel, tillverkad av Paul Ott i Tyskland, är från 1971. Sjundeå kyrka var den första landsortsförsamling som hade en egen orgel i sin kyrka. Första orgeln skaffades år 1786.[16]
- Vid renoveringen 2009 fick kyrkan nya kyrkotextilier tillverkade av textilkonstnär Helena Vaari.[15]

## Bilder

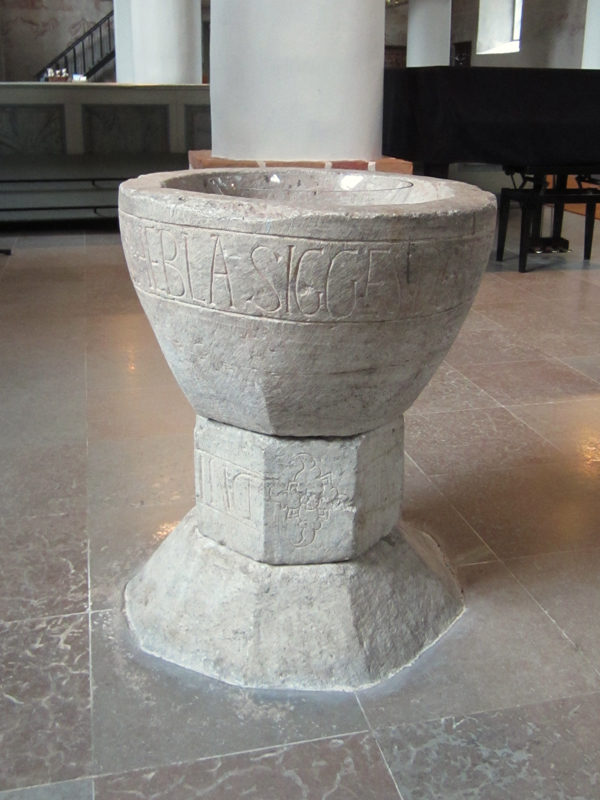
Dopfunt från 1550.
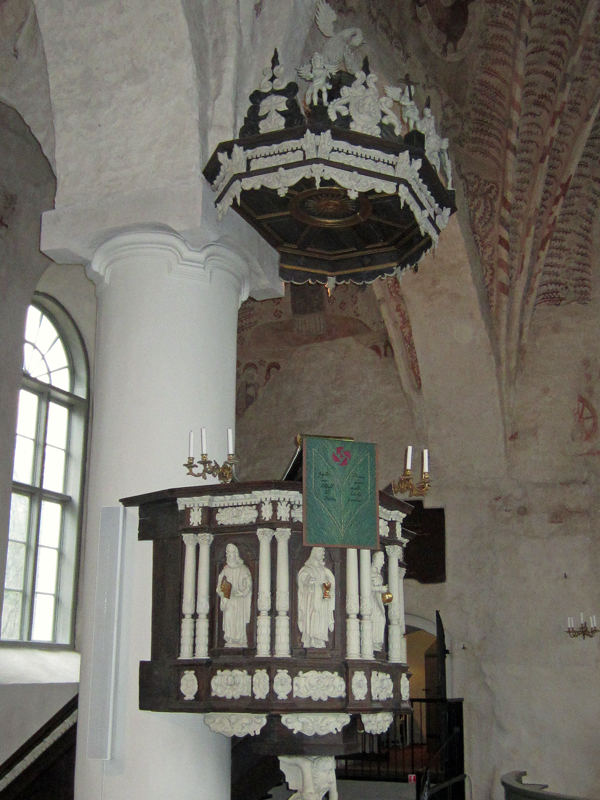
Predikstol från 1683.
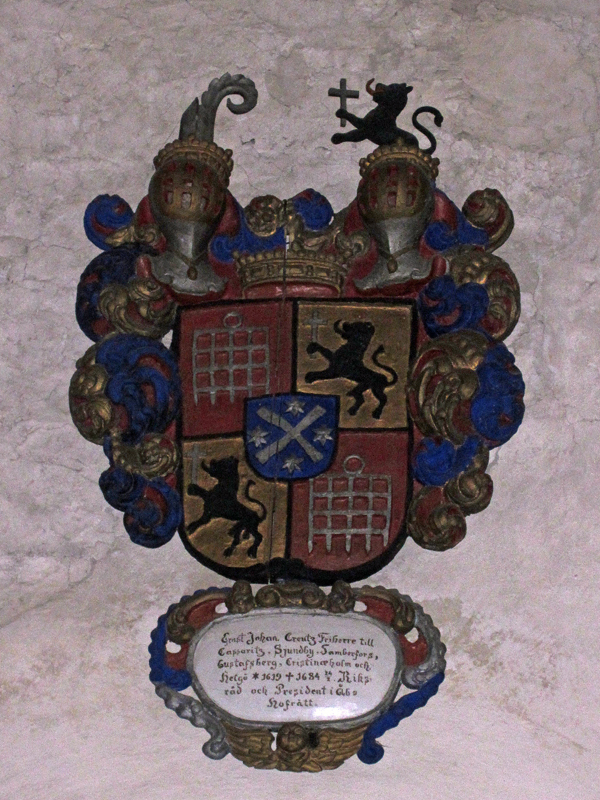
Vapensköld - Ernst Johan Creutz.
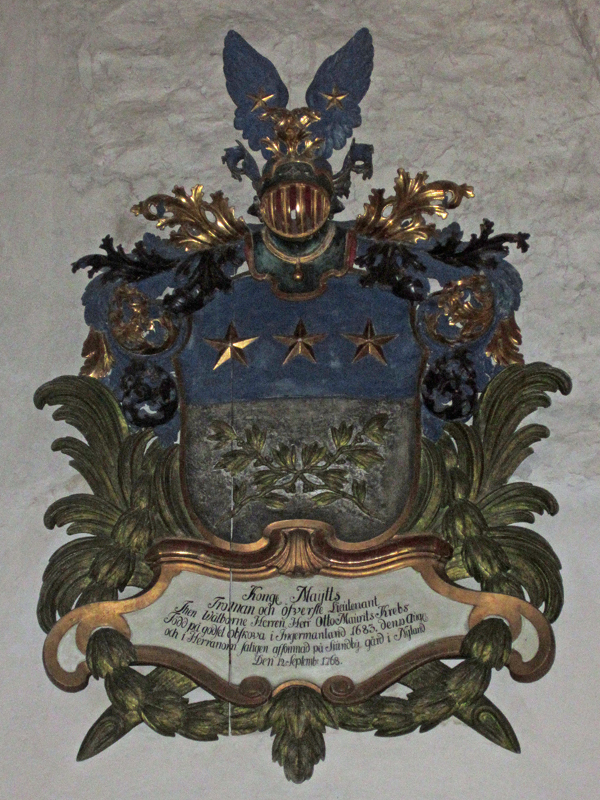
Vapensköld - Otto Mauritz Krebs.
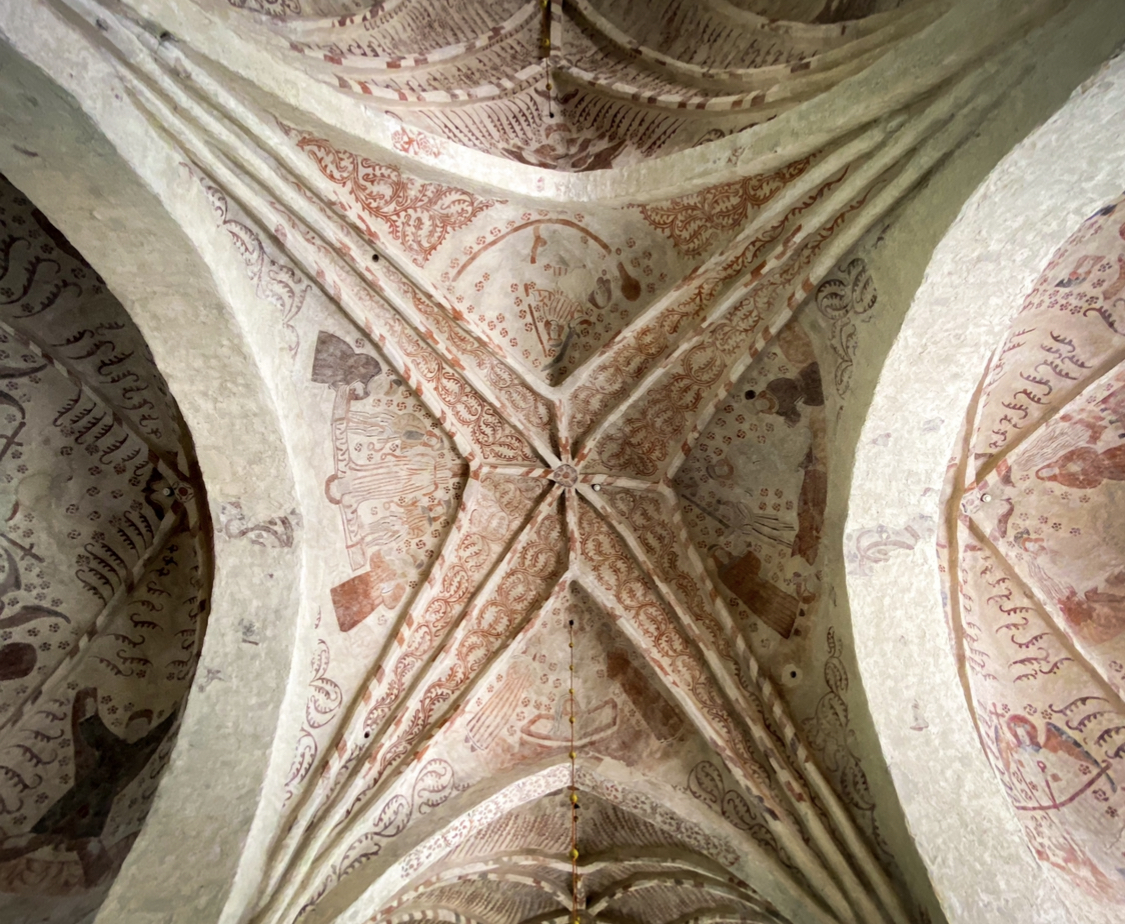
Takmålningar i kyrkan som föreställer bland annat Petri korsfästelse.
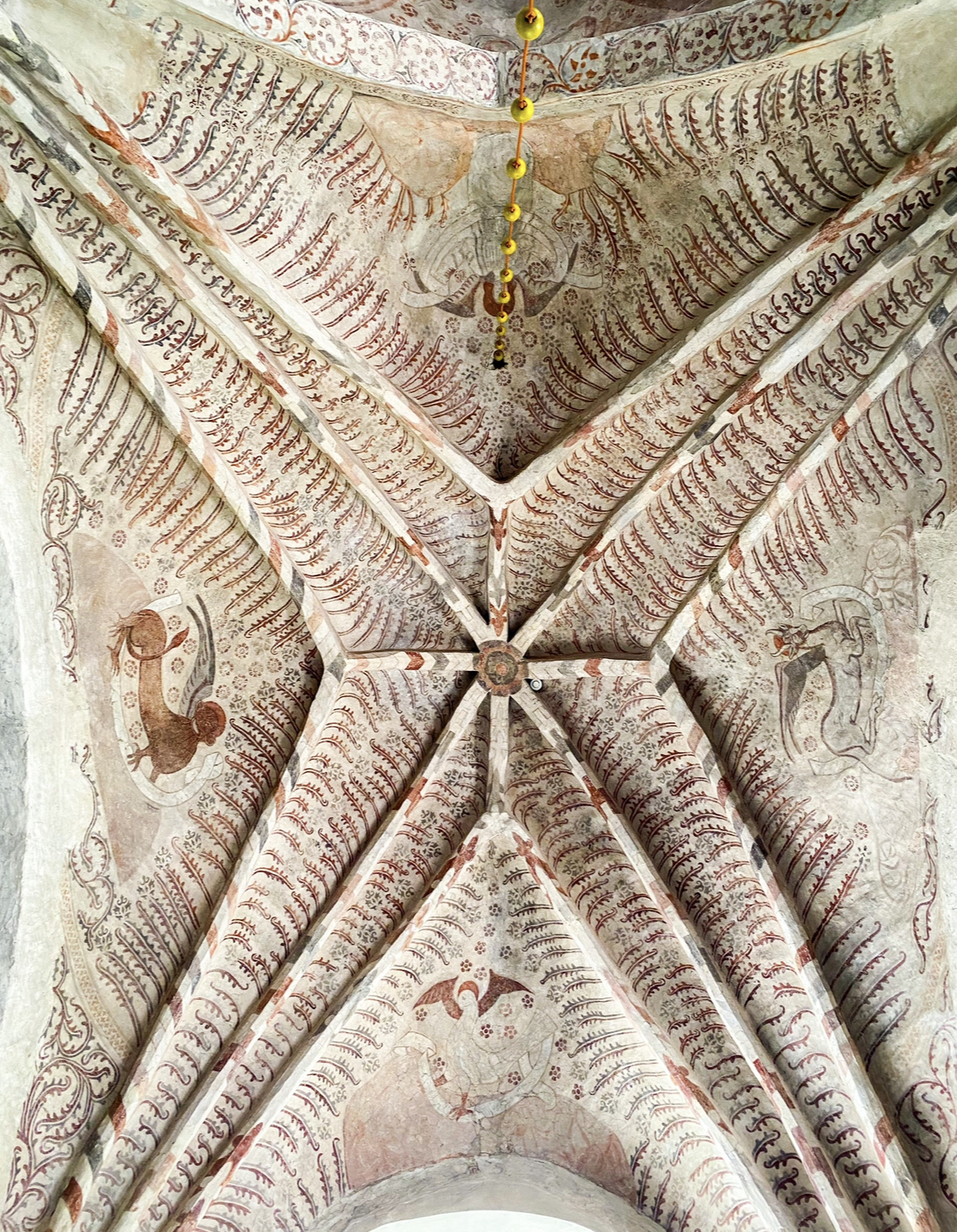
Takmålning som föreställer alla fyra evangelisterna.
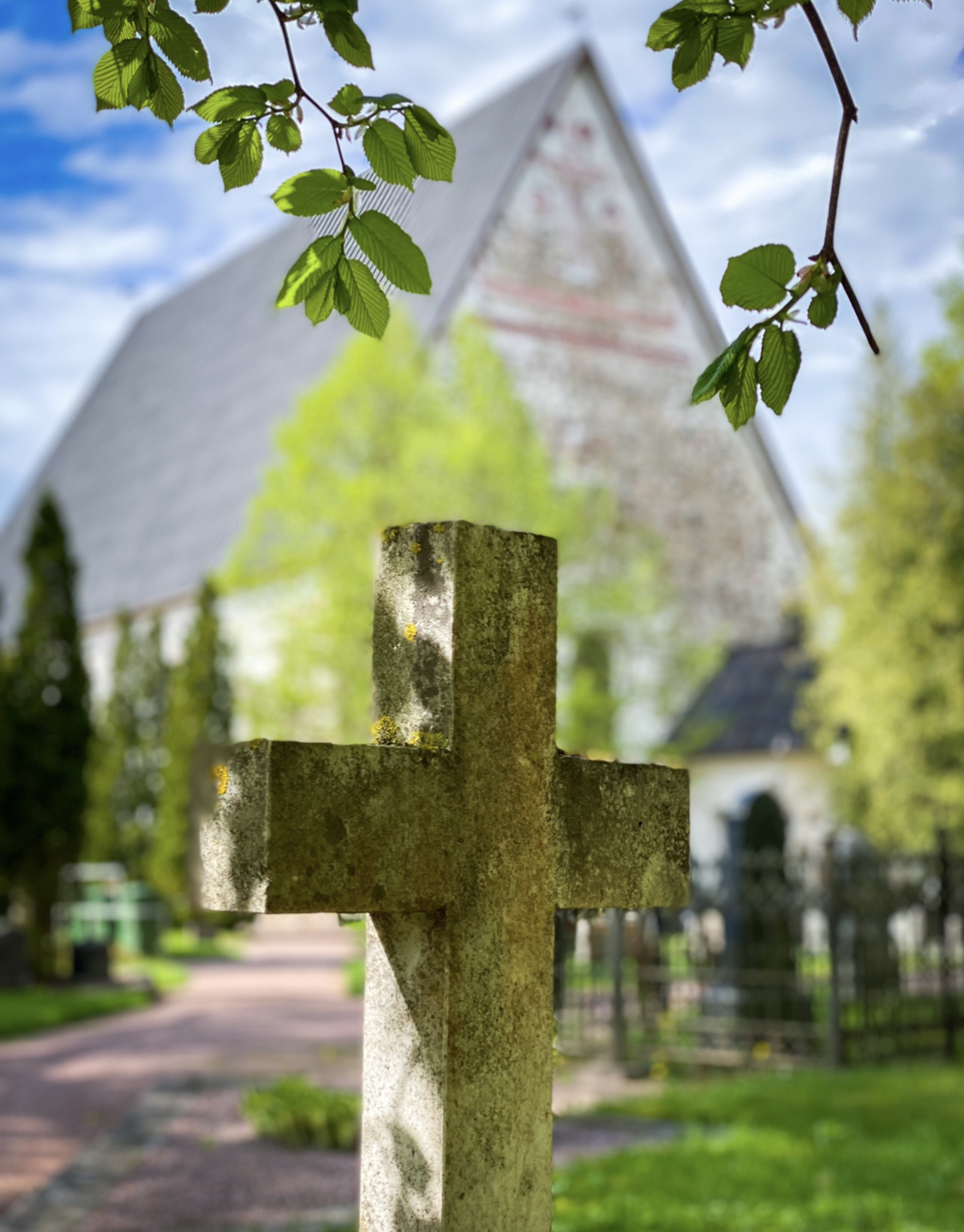
Kyrkan sett från Sjundeå begravningsplats.
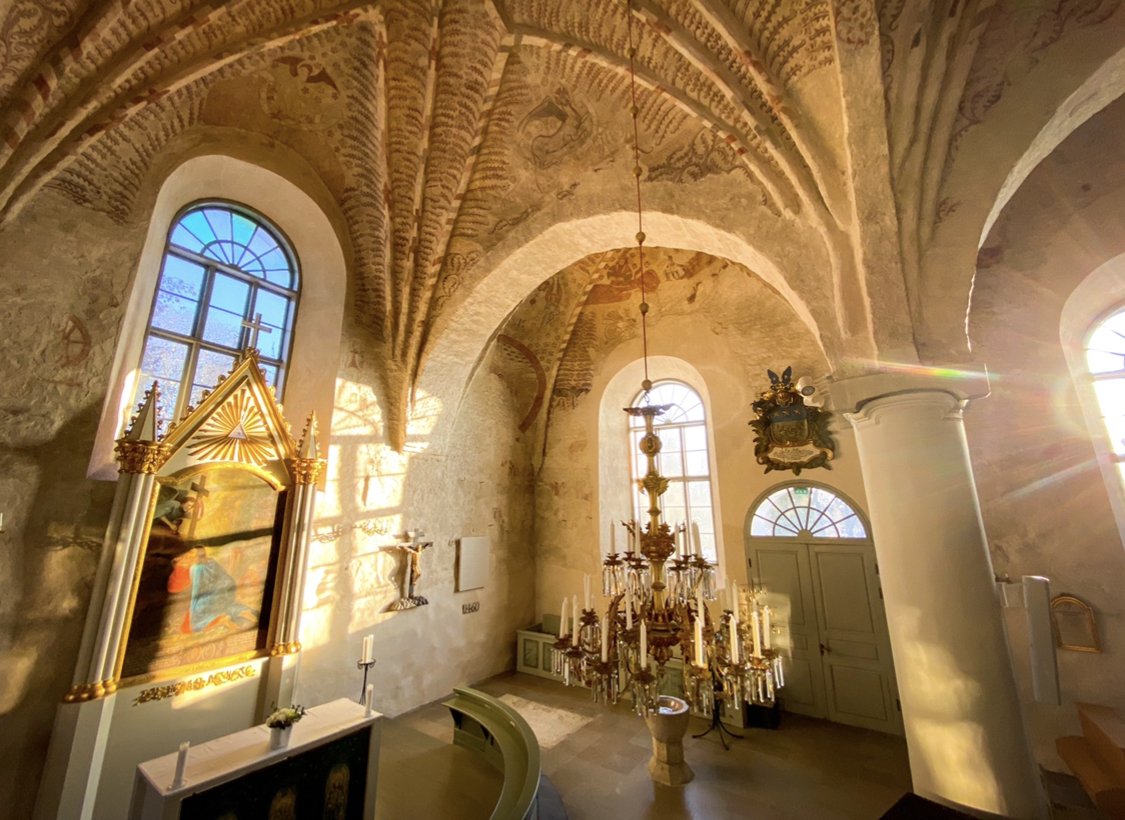
Kyrkans interiör.
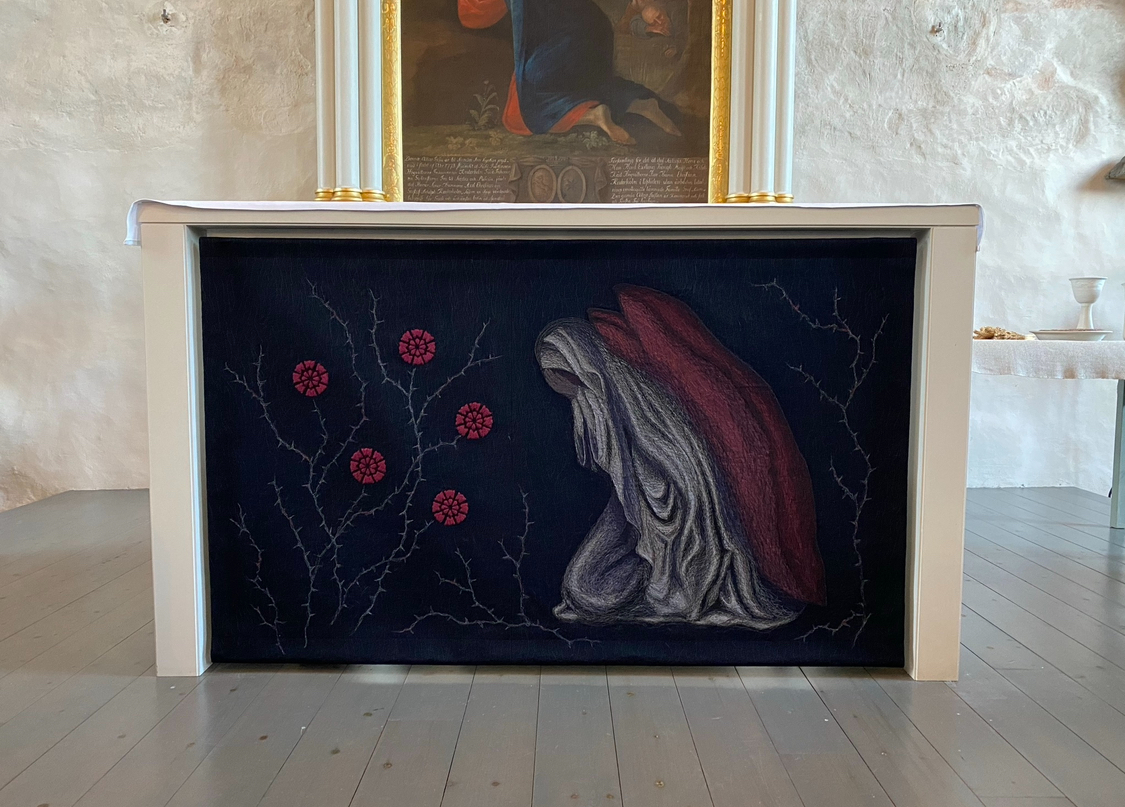
Svart antependium, tillverkat av Helena Vaari, i kyrkan.
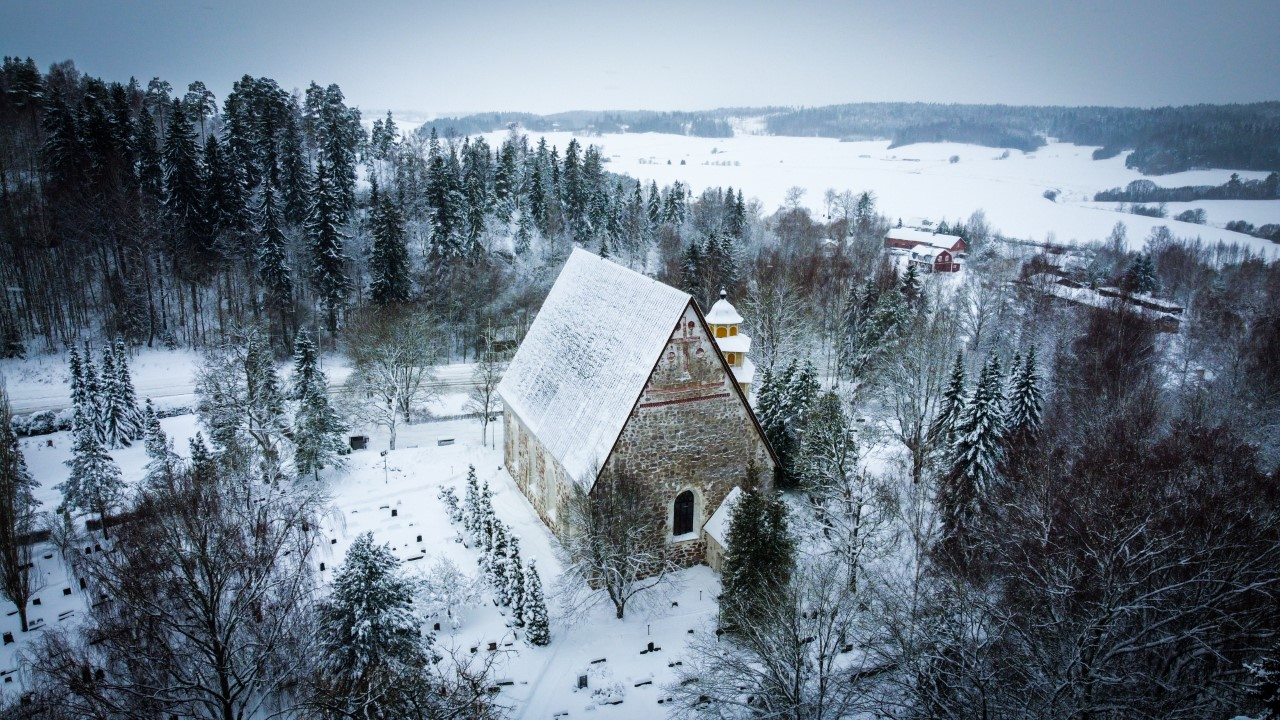
Sjundeå kyrka i vinterskrud.
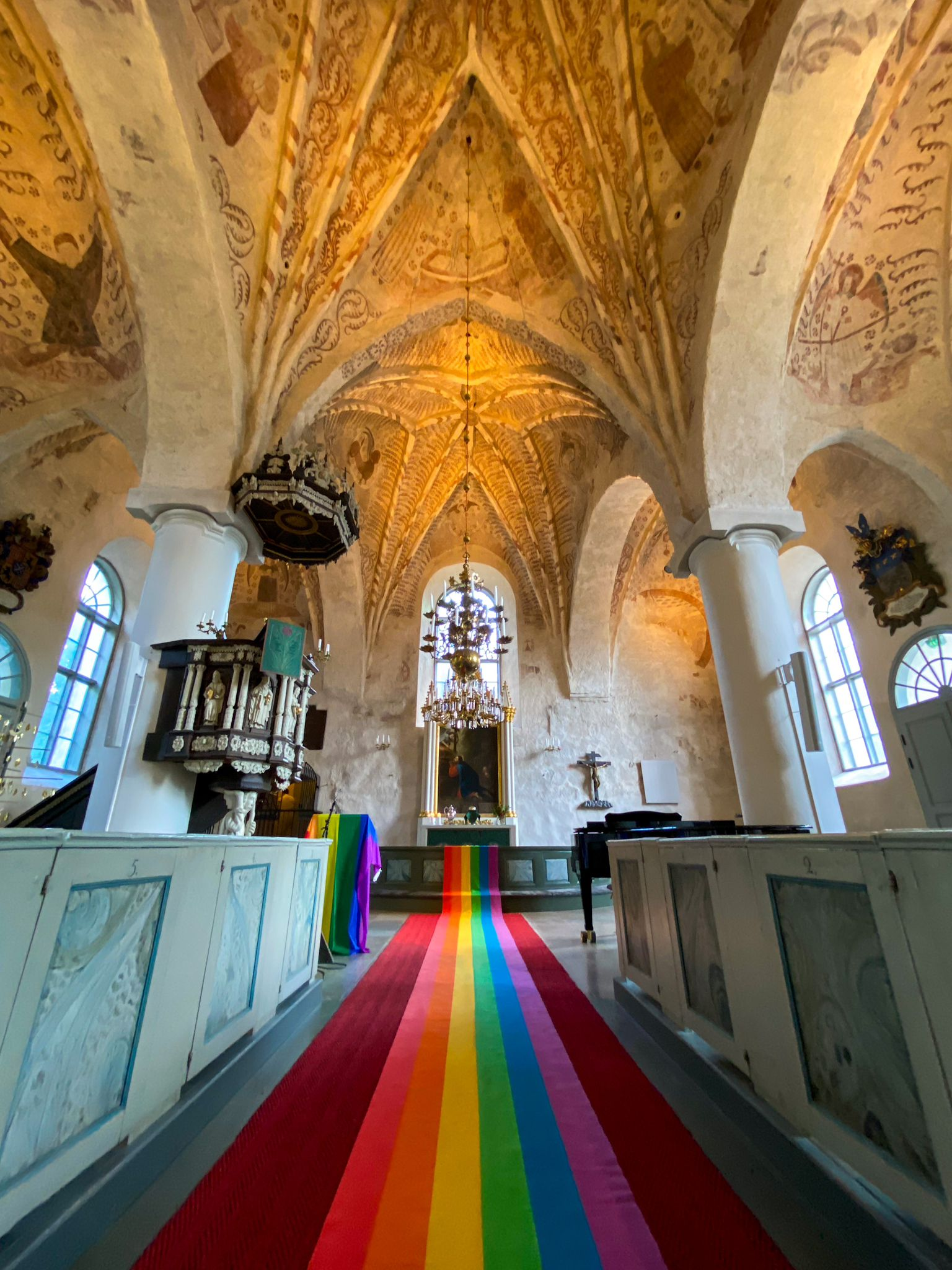
Sjundeå kyrkas altare.
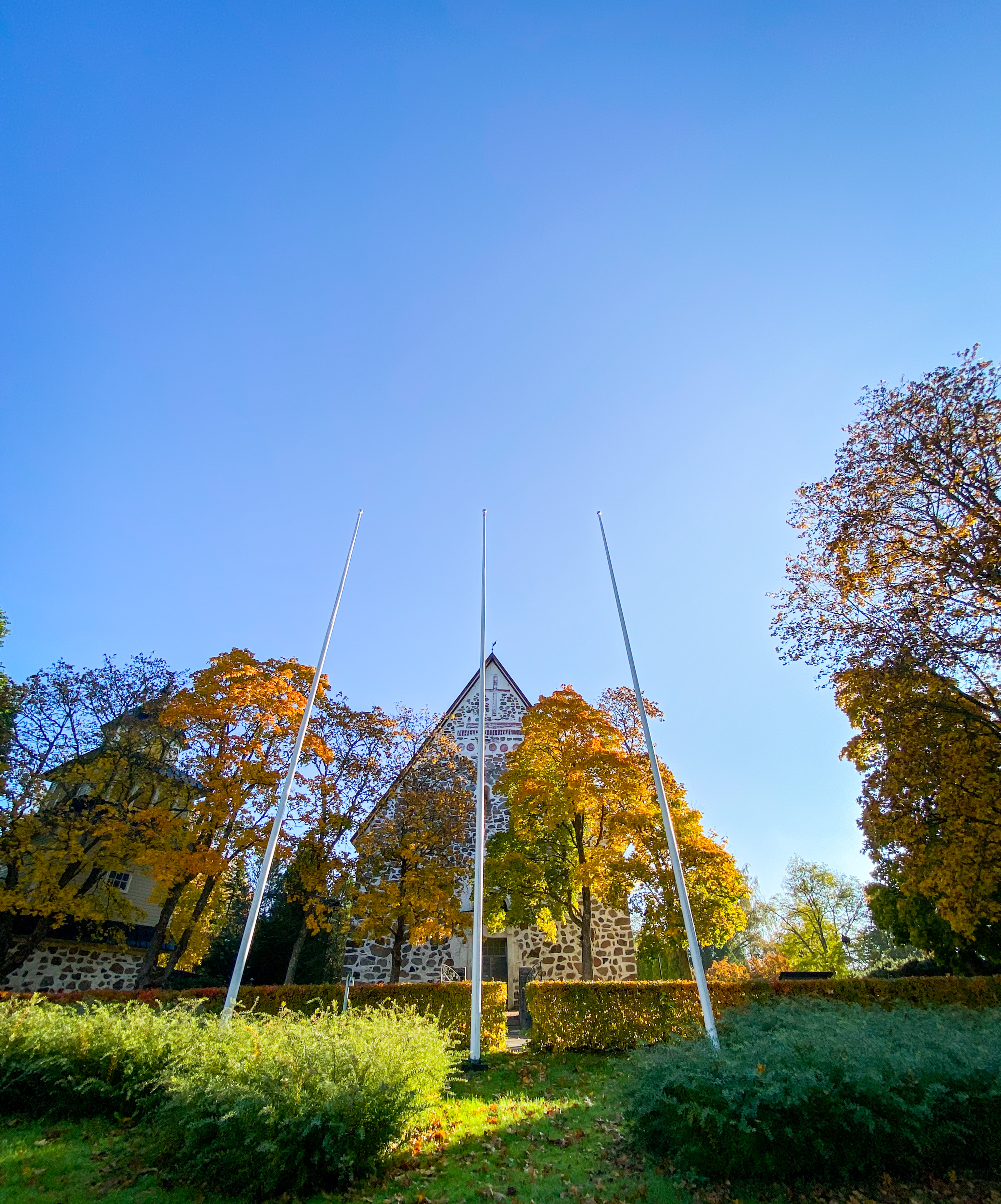
Sjundeå kyrkas västra fasad.